# Stift Neuberg
Das Stift Neuberg oder Neuberger Münster ist ein ehemaliges Kloster der Zisterzienser (OCist) in der Marktgemeinde Neuberg an der Mürz im Bezirk Bruck-Mürzzuschlag in der Steiermark. Es wurde 1327 gegründet und 1786 im Zug der Josephinischen Reform aufgelöst. Die Stiftskirche, eine hochgotische Hallenkirche, dient heute als Pfarrkirche der lokalen Gemeinde. Das Kloster wurde bis 1869 als Kaiserliches Jagdschloss genutzt und wird im 21. Jahrhundert als sogenannter Stiftshof unterschiedlich verwendet. Die Zisterzienser-Klosteranlage steht als gotisches Gesamtensemble unter Denkmalschutz (Listeneintrag).

## Geschichte
Die Stiftungsurkunde wurde am 13. August 1327 in Krems durch den Habsburger Herzog Otto den Fröhlichen (1301–1339) aus Anlass der Geburt seines Sohnes Friedrich im Einvernehmen mit seinen Brüdern König Friedrich dem Schönen und Herzog Albert II. der Weise oder der Lahme sowie seiner Gattin ausgefertigt. Der Herzog schenkte dem Kloster viele Gründe im oberen Mürztal und übertrug dem Abt des Klosters die niedere Gerichtsbarkeit über alle Güter. Als Tochterkloster von Stift Heiligenkreuz, woher die ersten Mönche kamen, gehörte es der Filiation der Primarabtei Morimond an. 1327 lebten 12 Mönche und der Abt Heinrich in Neuberg, im Meierhof des Wernhard aus dem Berg. Das Stift bildete den Kern der Besiedlung des oberen Mürztales. Zu dem den Zisterziensern inkorporierten Dekanat gehörten bis in das 19. Jahrhundert die Pfarreien Neuberg (St. Anna, Maria am grünen Anger), Mürzzuschlag, Langenwang und Krieglach, mit Pflegstellen in Kapellen und Mürzsteg.
Zum Gedenktag des hl. Dionysius von Paris wurde am 9. Oktober 1327 Richtung Sonnenaufgang die Längsachse der Bernhardikapelle abgesteckt. Zum Gedenktag der hl. Juliana von Nikomedia wurde am 16. Februar 1329 Richtung Sonnenaufgang die Längsachse der Stiftskirche abgesteckt. 1336 wurde als erster Sakralraum die heutige Sakristei eingeweiht. 1344 wurde von Bischof Konrad von Gurk der Kapitelsaal konsekriert, in dessen Gruft 1347 der Stifter, Herzog Otto der Fröhliche beigesetzt wurde. Die Fertigstellung der Hallenkirche kam wegen einer Heuschreckenplage und einer Pestepidemie etwa in der Mitte des 14. Jahrhunderts zum Erliegen. Im September 1379 wurde hier im Vertrag von Neuberg die Teilung der Habsburgischen Länder zwischen Albrecht III. und Leopold III. vereinbart. 1396 wurde ein Großteil des Klosters Opfer eines verheerenden Brandes, jedoch die Kirche blieb weitgehend verschont. Erst nach der Mitte des 15. Jahrhunderts wurde die Kirche unter Kaiser Friedrich III. fertiggestellt, datiert wird die Fertigstellung mit 1471.
Der hölzerne Dachstuhl, aus der ersten Hälfte des 15. Jahrhunderts, ist mit mehr als 1100 m³ Lärchenholz der größte und bedeutendste erhaltene Holzdachstuhl im deutschen Sprachraum.
Aus der Zeit der Gotik sind die lebensgroße Sandsteinstatue der Neuberger Madonna und mehrere Flügelaltäre erhalten. Der Kreuzgang mit dem Kapitelsaal besitzt kostbare Reliefs, die zu den wichtigsten Zeugnissen der Skulptur des 14. Jahrhunderts in Österreich zählen. Die Ausstattung des Münsters wird vom frühbarocken Hochaltar dominiert, der 1612 entstand.
Nach wechselvoller Geschichte wurde das Kloster 1786 von Kaiser Joseph II. aufgehoben, und dem steiermärkischen Religionsfonds übergeben. Die Klosterkirche wurde Pfarrkirche von Neuberg. Neuberg blieb aber Dekanatssitz (aber in Spital am Semmering verwaltet), und Sitz der Herrschaft Neuberg. Diese war dem montanistischen Staatsärar unterstellt, unter Leitung der k.k. Hofkammer für Münz- und Bergwesen. Ein Trakt im Südosten der Stiftanlage wurde um 1850 zu einem Jagdschloss für Kaiser Franz Joseph umgebaut. Im Rest des Stifts waren Verwaltungsbehörden ansässig, die Herrschaftsverwaltung und ein k.k. Eisenwerks-Oberverweseramt, sowie Beamten- und Klerikerwohnungen, Magazine und Ähnliches untergebracht. Zahlreiche dieser Objekte wie der Lindenhof (auch Stallhof) und weitere Wirtschaftsgebäude sowie ein Springbrunnenbecken im Garten stehen unter Denkmalschutz.
Nach 1918 wurde die Republik Österreich Eigentümer, und es wurde den Österreichischen Bundesforsten (ÖBf) zugeteilt, die hier ihre Gebietsverwaltung führten. 1996 wurde die Anlage für die Steirische Landesausstellung umfassend renoviert. Ende 2007 übergaben die Republik und die Bundesforste die Liegenschaften Stift und ehemaliges kaiserliches Jagdschloss mit einigen Auflagen und Wünschen an die Aigner Immobilien Gruppe. Um das ehemalige Wellness- und Mayrkurhotel Gesundheitshof Neuberg, die vormalige Stiftstaverne, kam es wegen Umbau des Hauses im Stile von Friedensreich Hundertwasser zu einem Rechtsstreit mit dem Künstler. Im Herbst 2009 meldete die Betreibergesellschaft Konkurs an. Seit Oktober 2010 gehört es unter dem Namen Stiftshof wieder zum Stiftskomplex.

### Heutige Nutzung
Mit schrittweiser Sanierung des weitläufigen Stiftsareals wurde ein Konzept zur Nutzung entwickelt, sodass sich private und gewerbliche Nutzer in die Räumlichkeiten des Stiftes einmieten können. Im Stift sind die Schauglashütte Kaiserhof, ein Naturmuseum, das Pölzl Museum und verschiedene Gärten zu besichtigen, das 1991 eröffnet wurde und aus einer Privatsammlung stammt. Die Erweiterung erfolgte durch Herbert Schliefsteiner. Im Stiftshof befinden sich in 50 Zimmern Übernachtungsmöglichkeiten. Seit 2020 hat der Orden der armen Ritter Christi vom salomonischen Tempel e. V. seinen Sitz im Stift. Seit August 2024 werden die Klosterwirtschaftsbauten von dem Anti-Aggressions Alltag Network e. V. Steiermark genutzt, um Patienten Wohnungen in der friedlichen Idylle des Klosters anzubieten.

## Architektur
Das ehemalige Stiftsgebäude entspricht dem Anlagenmodus des Mutterklosters Stift Heiligenkreuz und wurde großteils zu Kanzleien und Wohnungen adaptiert, wobei der mittelalterliche Bestand trotz der Brände im Eigentlichen erhalten blieb.
Der Kreuzgang südlich der Kirche bildet im Verhältnis von 8 zu 9 Jochen einen rechteckigen Hof. Der Nord- und Ostflügel am Hof wurde 1344 geweiht. Der Süd- und Westfügel wurde in der zweiten Hälfte des 14. Jahrhunderts erbaut. Um 1640 wurden die Stiftsgebäude mit einem niedrigen Obergeschoß ausgebaut.

### Stiftskirche
Die ehemalige Stiftskirche ist die heutige Pfarrkirche der Pfarre Neuberg an der Mürz. Sie ist, wie alle Zisterzienser-Klosterkirchen, dem Fest Mariä Himmelfahrt geweiht und liegt im Dekanat Mürztal in der Diözese Graz-Seckau.
Das Gotteshaus ist eine dreischiffige hochgotische Hallenkirche mit Krüppelwalmdach. Über der Vierung sitzt ein Dachreiter. Die geostete Kirche hat einen rechteckigen Grundriss und wurde gemäß den Ordensregeln schlicht gestaltet.

#### Kirchenäußeres

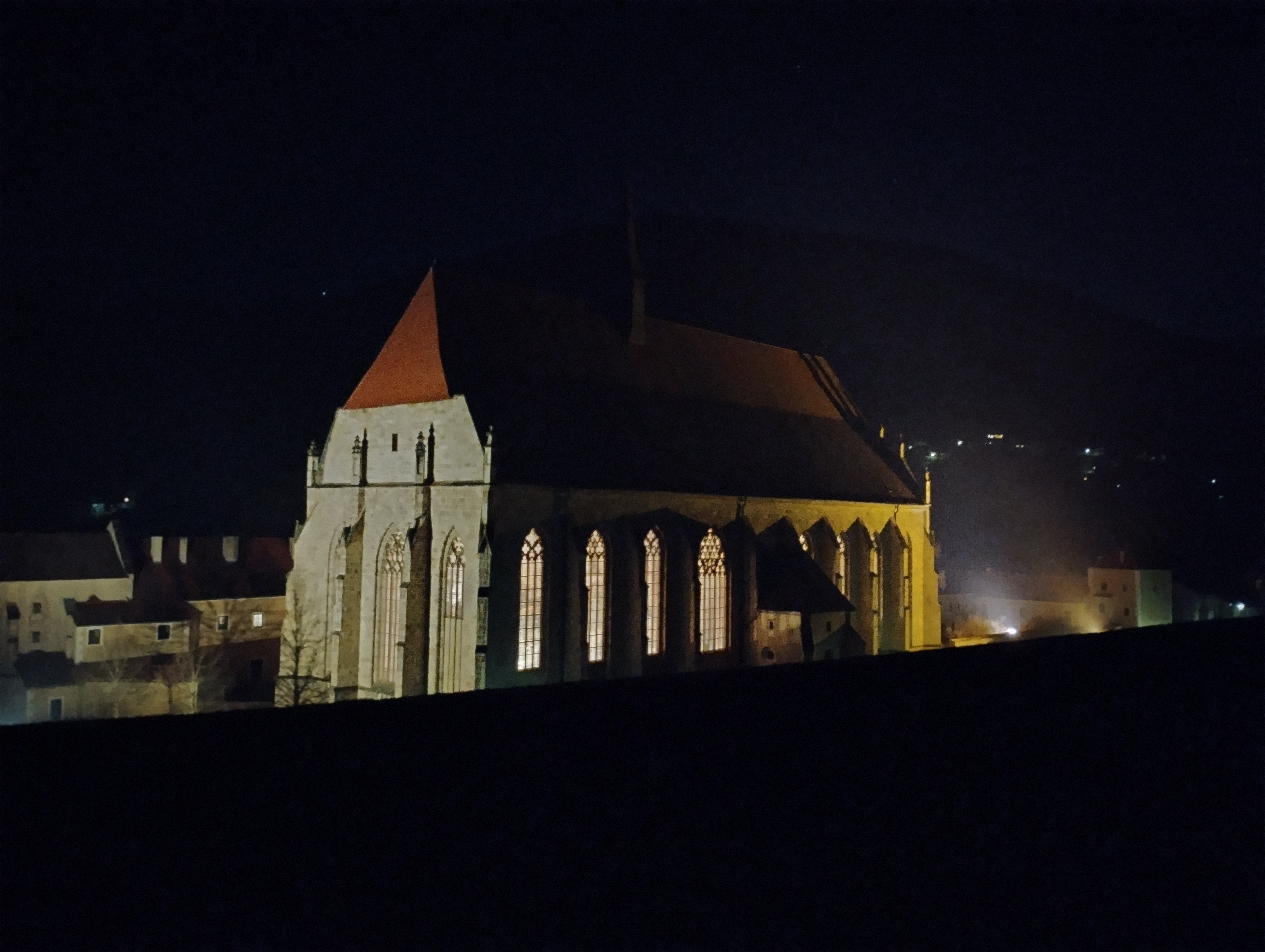
Pfarrkirche Neuberg an der Mürz in der Osternacht 2025

Die Kirche ist aus Kalksteinquadern gemauert und weist massive Wände auf. Nur im Chorraum wirkt die Wand durch die drei großen Chorfenster weniger massiv.
Die Fassade des blockförmigen Baues ist auf allen vier Seiten durch vierfach gestufte Strebepfeiler, die von Fialen bekrönt sind, gegliedert. An Süd-, West- und Ostfassade ist die Sockelzone gekröpft. An der Nordseite schließt ein spätgotischer Kapellenausbau aus der zweiten Hälfte des 15. Jahrhunderts, an das Kirchenschiff an, die Loretokapelle. Sie ist zweigeschoßig, das Obergeschoß ist über eine Spindeltreppe in der nordöstlichen Ecke erreichbar. An den Gebäudekanten des Anbaues befinden sich Strebepfeiler.
Die dreigeschoßige Westfassade ist durch einen Blendbogen, eine hochgotische Fensterrose, das spitzbogige Portal sowie Strebepfeiler gegliedert.
Das gestufte spitzbogige Portal weist ein leeres Tympanon auf. Der krabbenbesetzte Giebel ist mit einem Wimperg bekrönt und wird von Fialen flankiert. Am spitzbogig geschlossenen Portal sieht man heute noch Reste einer im 19. Jahrhundert abgetragenen Vorhalle. Über der Fensterrose in der mittleren Fassadenzone befindet sich eine Konsole, die heute leersteht. Bis zum 17. Jahrhundert befand sich in dieser die sogenannte Neuberger Madonna. Während eines orkanartigen Sturmes wurde diese auf den Boden geweht und blieb dabei unbeschädigt.

#### Kircheninneres

Innenraum mit Hochaltar

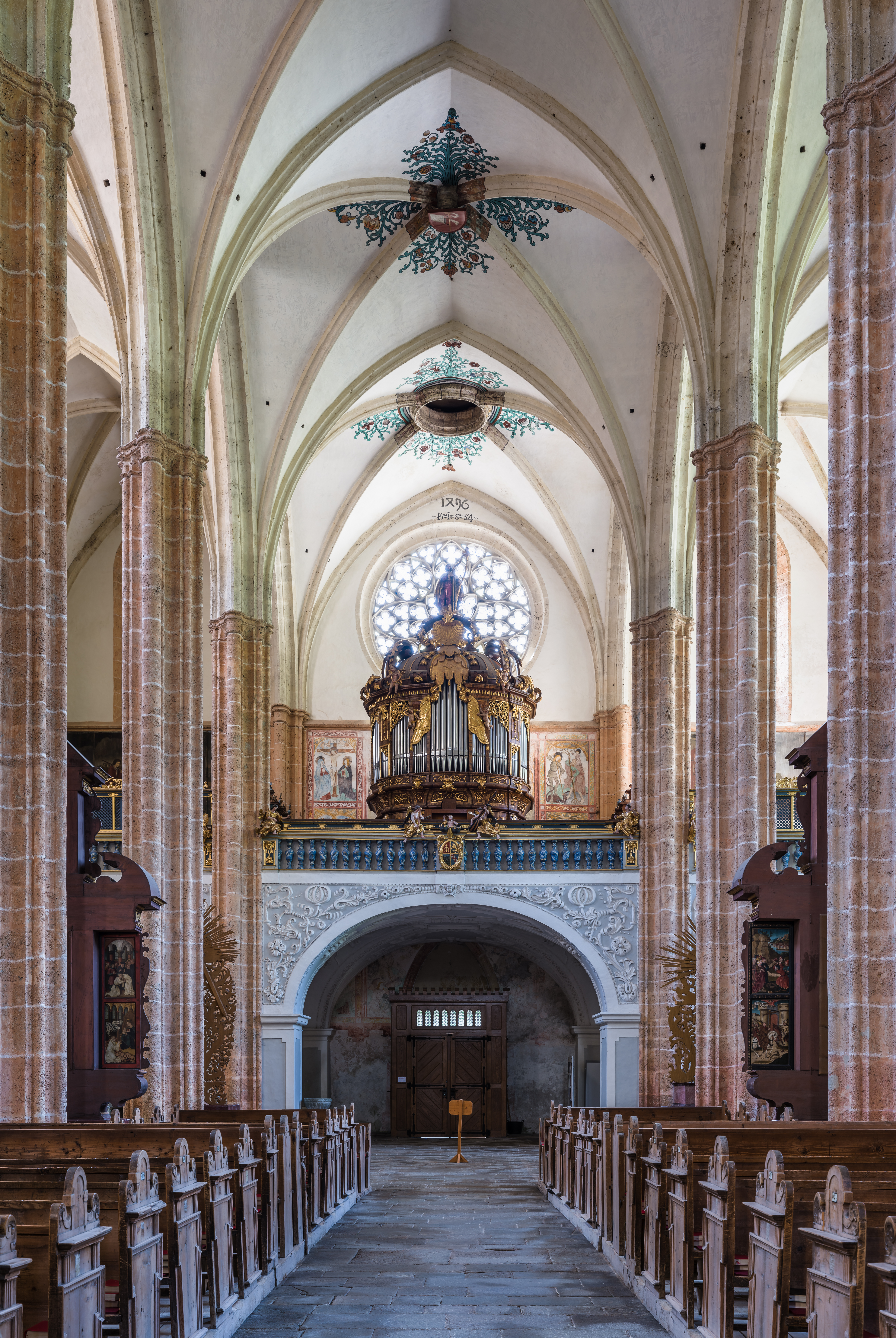
Orgel und Rosette

Der lichtdurchflutete, neunjochige Kirchenraum wird durch acht Bündelpfeilerpaare in drei Kirchenschiffe geteilt. Zwischen dem fünften und dem sechsten Pfeilerpaar ist ein breiterer Raum, durch den ein Querschiff angedeutet wird, das Langhaus und Chor trennt. Dieses wird durch Verstärkungen der Säulen und Gurtbögen betont. Allerdings wird der gesamte Raum als Halle aufgefasst. Der Chor der Kirche ist, wie bei Kirchen der Zisterziensern üblich, gerade geschlossen. Über dem Kirchenraum ist Kreuzrippengewölbe. Die einzelnen Rippen sind birnstabartig profiliert.
Die Kirche hat eine Länge von 67,50 Metern, und eine Breite von 24,20 Metern. Das Mittelschiff alleine ist 9,75 Meter breit. Die Scheitelhöhe der Kirche beträgt 19,50 Meter.
An den Wänden sind Gewölbemalereien sichtbar. An der Westwand befindet sich ein Fresko, das mit der Jahreszahl 1505 datiert ist. Es wird von der um 1670 eingebauten Orgelempore teilweise verdeckt. Das Fresko hat die Form eines Flügelaltares. Mittig ist die heilige Maria mit dem Jesuskind dargestellt. Links davon snd die Kreuzigung und rechts die Heiligen Georg und Christophorus zu sehen. Unterhalb befindet sich eine Darstellung der Vierzehn Nothelfer. Das Fresko wurde im Stil der Donauschule angefertigt.

#### Ausstattung
Georgs-Altar
Der Altar wurde 1622 erstmals so bezeichnet. Das Altarbild wurde von Franz Täglich aus Wiener Neustadt gemalt. Das Bild wird von Statuen der Heiligen Godefriedus und Laurentius flankiert. Diese sind etwas jünger als das Bild.
Johannes Nepomuk-Altar
In der Mitte befindet sich eine vergoldete Statue des heiligen Johannes Nepomuk. Die Statue ist von reicher Schnitzdekoration umrahmt. Statue und Schnitzwerk entstanden um 1730. Im Aufsatz ist die Zunge des heiligen Johannes Nepomuk dargestellt, die als Symbol für die Verschwiegenheit des Märtyrers gilt.
Barbara-Altar
Der Altar entstand analog zum Altar des heiligen Johannes Nepomuk um 1730. In einem reich verzierten Schnitzrahmen ist eine vergoldete Statue der heiligen Barbara mit Turm dargestellt. Im Aufsatz befindet sich die Darstellung eines Kelches, ebenfalls ein Attribut der Heiligen.
Spätbarocker Altar
Dieser Altar wurde um 1725 geschaffen. In diesen ist eine gotische Darstellung der Muttergottes mit Kind eingefügt. Die um 1450 entstandene Plastik stammt vermutlich von einem ehemaligen Flügelaltar.
Vorderer linker Seitenaltar
Der Altar wurde 1668 errichtet. Es handelt sich um einen frühbarocken Altar mit Spiralsäulen. In diesen wurden die Schreinplastik sowie zwei Flügel eines ehemaligen Flügelaltares von 1505/1506 integriert. Die Figur stellt den gekreuzigten Jesus dar. Links unter dem Kreuz stehen die heiligen Frauen, rechts die heilige Maria, der heilige Johannes, sowie der heilige Longinus, der auf Christus hinweist, sowie Maria Magdalena, die das Kreuz umfasst. Im Hintergrund ist die Stadt Jerusalem nach Vorstellung des Künstlers dargestellt.
Die Außenseiten der Flügel sind mit barockem Dekor verziert. Die Innenseite der ehemaligen Flügel sind goldfarben grundiert und zeigen einen Passionszyklus. Auf dem linken Flügel ist oben „Jesus auf dem Ölberg betend“ mit den drei schlafenden Jüngern dargestellt. Darunter ist die Szene „Jesus vor Kajaphas“ dargestellt. Auf dieser Darstellung halten drei Schergen Christus. Vor ihm sitzt Kajaphas und ein Prieser hält eine Liste mit Beschuldigungen in die Höhe. Die Tempelwache wird durch Helme und Hellebarde angedeutet. Von einem Wächter ist das Gesicht grob ausgeführt. Auf dem rechten Flügel ist oben „Jesus vor Pontius Pilatus“ dargestellt. Einer der Soldaten trägt eine Fahne mit dem kaiserlichen Doppeladler. Der Künstler wollte damit andeuten, dass Jesus im Namen des römischen Kaisers zum Tode verurteilt wurde. Der Doppeladler ist jedoch erst seit 1433 das Symbol des Heiligen Römischen Reiches. Unter dem Podium auf dem Pontius Pilatus und Jesus stehen ist ein Gefängnis dargestellt. Aus diesem sieht, laut Aufschrift, Barabbas heraus. Im unteren Bild ist die Kreuztragung dargestellt. Er wird von den römischen Soldaten, die als Landsknechte aus der Zeit um 1500 gekleidet sind, gezogen und gestoßen. Auf der Darstellung ist auch Simon von Cyrene dargestellt, der Jesus hilft, das Kreuz zu tragen. Im Hintergrund ist der heilige Johannes dargestellt, der Maria hinter dem Kreuz herführt.
Auf der Rückseite der ehemaligen Flügel, die Wochentagsseite des ehemaligen Flügelaltares, stellt vier Darstellungen aus der Kreuzeslegende dar. Im ersten Bild ist die „Auffindung des Kreuzes auf dem Kalvarienberg“ dargestellt. Links steht die Kaiserin Helena mit Hofstaat. Auf der rechten Seite ist ein Mann bei der Arbeit, das versenkte Kreuz aus einem Brunnen zu graben. Zwei weitere Männer sehen ihm dabei zu. Im Bild darunter ist der Einzug der Kaiserin Helena in Jerusalem dargestellt. Sie reitet auf einem weißen Pferd. Über dem Stadttor schwebt ein Engel mit einem Spruchband.
Im zweiten Flügel ist im oberen Bild die „Wunderheilung durch das Kreuz“ dargestellt. Im unteren Bild wird eine Szene aus dem „Kampf um das Kreuz“ gezeigt. Der Kaiser Herakleios besiegt den König Chosroe und erobert dadurch das von diesem geraubte Kreuz zurück. Im Vordergrund ist der Kampf zwischen zwei Rittern auf einer Brücke dargestellt. Der Altar ist auf der Vorder- und auf der Rückseite datiert. Der Maler der Flügel scheint in einem Naheverhältnis zum Meister der Wunder von Mariazell gestanden zu haben.
Vorderer rechter Seitenaltar
Der rechte Seitenaltar wurde 1668 aufgestellt. In den frühbarocken Altar sind die Schreinplastik sowie zwei Flügel eines ehemaligen Flügelaltares aus dem Jahr 1518 eingefügt. Die Schreinplastik zeigt die Abnahme des Leichnams Jesu vom Kreuz. In der linken unteren Ecke ist der Stifter des Altares, kleiner als alle anderen Figuren, dargestellt. Mittig sitzt Maria, die den Leichnam ihres Sohnes auf dem Schoß hält. Maria Magdalena küsst die Hand Christi und hinter Maria steht Johannes, der Evangelist. Auf der Sonntagsseite, der Hauptseite, ist wie auch beim linken Altar ein Passionszyklus dargestellt. Im ersten Bild auf der linken oberen Seite ist die „Geisselung Jesu“ dargestellt. Darunter ist die „Kreuzigung Christ“ dargestellt. Auf der rechten Seite ist oben die „Dornenkrönung“ gemalt, unten „Christus am Kreuz“. Auf der Rückseite des Altares, der ehemaligen Wochentagsseite des Flügelaltares, werden Szenen aus dem Leben des heiligen Bernhard von Clairvaux dargestellt. Im oberen Bild wird der Bau des Klosters Clairvaux in Anwesenheit des Heiligen dargestellt. Darunter ist das „Kreuzeswunder“ des heiligen Bernhard dargestellt. Der gekreuzigte Christus neigt sich vom Kreuz zum heiligen Bernhard herunter und umarmt ihn.
Im Oberbild der anderen Flügelseite ist die Einkleidung des heiligen Bernhards dargestellt. Darunter ist das „Marienwunder“ zu sehen. Auf der Darstellung kniet der Heilige vor der Gottesmutter, die ihm die Brust. Das Bild wurde zur Zeit Josephs II. von einem Neurotiker beschädigt. Dabei wurden das Gesicht des heiligen Bernhard und die Brust der Muttergottes ausgekratzt. Auf der Rückseite ist der Altar mit der Jahreszahl 1518 datiert und eine Veronika Ikon dargestellt.
Anna-Altar
Der Altar wurde im Jahr 1668 aufgestellt. Auf dem Altarbild ist die heilige Anna mit ihrem Mann Joachim und der heiligen Maria als Kind dargestellt. Im Unterbild ist der heilige Johannes der Täufer predigend dargestellt. Die flankierenden Figuren stellen den heiligen Johannes der Täufer und einen heiligen König dar. Die Inschrift des Altares lautet: Beata progenies, unde Christus natus est. (deutsch: „Glücklich die Vorfahren, von denen Christus stammt“).
Marienaltar

Der Altar wurde um 1650 aufgestellt. Auf der Spitze des frühbarocken Werks steht eine Statue des heiligen Bernhard von Clairvaux. In den Nischen links und rechts davon stehen weiß gefasste Holzstatuen der Heiligen Josef und Joachim. Die Mittelnische ist mit vergoldetem Akanthusdekor verziert. In ihr steht die „Neuberger Madonna“ mit einer Höhe von 172 cm. Diese ist eine Steinstatue aus der Zeit zwischen 1330 und 1340. Sie stand ursprünglich auf einer Konsole an Westfassade der Kirche. Während eines Orkans stürzte sie zu Boden, blieb jedoch unbeschädigt. Daraufhin wurde die Statue an ihrem jetzigen Standort aufgestellt. Die Statue gilt als Vorläuferin der sogenannten „Schönen Madonna“ im Weichen Stil.
Der Rokoko-Tabernakel mit Intarsienarbeiten ist etwa hundert Jahre jünger als der Altar. Die Inschrift des Altares lautet: si deum accedere times respices Mariam. (deutsch: „Wenn du Angst hast, vor Gott hinzutreten, schaue auf Maria“).
Bild des heiligen Robert
An der linken Langhauswand hängt ein Bild, das den heiligen Robert zeigt, einen der Mitbegründer des Zisterzienserordens. Das große Bild hängt in einem reich verzierten Rahmen. Es trägt folgende Inschrift: S. Robertus sacri Cisterciensium ordinis fundator 1098. (deutsch: „Der heilige Robert, Gründer des Ordens der Zisterzienser, 1098.“) Der Heilige ist auf dem Bild gemeinsam mit Maria dargestellt, da es eine der Grundregeln des Ordens ist, dass Jesus durch seine Mutter verehrt wird. Das Bild und der Rahmen wurden um 1680 geschaffen. 
Unterhalb des Bildes befindet sich eine Empore im hochbarocken Stil. Sie wurde 1734 aufgebaut. An der Wand darunter befinden sich zwei Grabsteine von Äbten, die mit den Symbolen der Vergänglichkeit. Hier sind die Äbte Johann Ludwig Holtz († 1671) und Balthasar Huebmann († 1663) begraben.
Kanzel
Die Kanzel stammt aus der Zeit um 1670. Sie wird von einer Engelsstatue getragen. An der vorderen Brüstung des Kanzelkorbes befinden sich acht rundbogig abgeschlossene Nischen mit kleinen Figuren der Evangelisten und der Kirchenlehrer. Von diesen fehlen zwei. Am Schalldeckel sind vergoldete Steilvoluten. In den Nischen des Aufbaues befinden sich Engelsfiguren. Auf der Spitze des Schalldeckels steht eine Statue des heiligen Bernhard, der mit seinen Attributen dargestellt ist.
Allerheiligen-Altar
Der spätbarocke Altar selbst stammt aus dem Jahr 1751. Das Altarbild wurde 1738 von Johann Veit Hauckh gemalt. Maria ist als Königin dargestellt. Auf dem Bild sind viele Heilige erkennbar, darunter der heilige Bernhard, der heilige Benedikt, die zwölf Apostel, die Kirchenlehrer, der heilige Laurentius mit dem Rost und der heilige Andreas mit dem Kreuz. Im monastischen Brevier steht folgende Inschrift: Benedicite sancti domino - singet ihr Heiligen, dem Herrn Lob. Links unten im Altarbild ist Otto der Fröhliche mit dem Bauplan der Stiftskirche dargestellt. Im Oberbild ist die Heiligste Dreifaltigkeit dargestellt. Das Altarbild wird von Statuen der Erzengel Gabriel und Raphael flankiert. Auf dem Altar steht außerdem eine spätgotische Statue, die den Evangelisten Johannes darstellt. Sie ist nicht bemalt und stammt von einer gotischen Kreuzigungsgruppe.
Großer spätbarocker Altar von 1750
Der Altar stammt aus dem Jahr 1750. Das Altarbild malte der Künstler Johann Veit Hauckh. In ihm ist die „Verkündigung Mariens“ dargestellt. Das Bild wird von barocken Statuen des heiligen Michael und einem Schutzengel mit Kind flankiert. Im Oberbild ist Gottvater dargestellt. Auf dem Altar steht eine spätgotische Marienstatue, die eine Assistenzfigur einer ehemaligen Kreuzigungsgruppe ist.

## Ehemalige Stiftpfarrkirchen
- Pfarrkirche Hernstein
- Pfarrkirche Pernitz